# غانم المفتاح
غانم محمد المفتاح (مواليد 5 مايو 2002) مواطن قطري وشخصية مؤثرة في التواصل الاجتماعي مصاب بمتلازمة التّراجع الذّيلي. وُلد في مدينة الدّوحة، وهو سفير النوايا الحسنة لدولة قطر.

## نشاطه في دولة قطر
لغانم كتب ومنشورات تحفّز على النّجاح وتحدّي الإعاقة والصّعوبات، وهي ملهمة للجميع، فقد كتب في مقدّمة كتابه «غانم الرّابح دائمًا» الّذي طبع بواسطة المجلس الأعلى لشؤون الأسرة في قطر

قائلًأ فيه:

## الأنشطة الخيرية
أسس غانم جمعية أهلية يوزّع من خلالها الكراسي المتحرّكة على من يحتاجها. وصار مؤثّرا، وتجاوز مرحلة إثارة الشّفقة والعطف لدى الآخرين إلى استثارة النّشاط والتحدّي لديهم، صار علامة مميّزة للنّجاح وتخطّي الصّعاب. سمّي سفيرا للنّوايا الحسنة من قبل مؤسّسة «أيادي الخير نحو آسيا». كما تمّ اختياره من قبل مركز قطر للمال ليكون سفيرًا دعائيًا لها.

## غانم في المناهج التعليمية
تمّ إدراج قصّة الفتى ضمن المناهج التعليمية القطريّة ومنها منهاج الصفّ الأوّل ثانوي بمادّة المهارات الحياتية المهنيّة، ليقع نفس الشيء منذ أيّام من قبل وزارة التربيّة والتّعليم الكويتي الّتي جعلت قصّته ضمن منهاج الصفّ الثّامن إنجليزي.
كما أدرجت وزارة التربيّة والتّعليم الكويتية قصّة الفتى القطري الذي يُطلق عليه لقب المعجزة غانم المفتاح ضمن منهاج اللّغة الإنجليزية لطلّاب الصفّ الثّامن، وقد كانت لهذه الخطوة صداها الواسع.

## حفل افتتاح كأس العالم 2022
شارك غانم في حفل افتتاح كأس العالم 2022 في مشهد تمثيلي بين الشرق والغرب مع الممثل الأمريكي مورغان فريمان، حيث تلا غانم استشهادًا بآية من القرآن الكريم، وهي الآية 13 من سورة الحجرات، ﴿يَا أَيُّهَا النَّاسُ إِنَّا خَلَقْنَاكُمْ مِنْ ذَكَرٍ وَأُنْثَى وَجَعَلْنَاكُمْ شُعُوبًا وَقَبَائِلَ لِتَعَارَفُوا إِنَّ أَكْرَمَكُمْ عِنْدَ اللَّهِ أَتْقَاكُمْ إِنَّ اللَّهَ عَلِيمٌ خَبِيرٌ ۝١٣﴾ [الحجرات:13]، والتي تدعو إلى قبول الاختلاف والتنوع بين البشر، في إطار من السلام والمحبة.

## جوائز
أرسل أمير دولة الكويت الشيخ صباح الأحمد هدايا لغانم ومنها ساعة تحتوي على أبرز المعالم في دولة الكويت. وردَّ غانم قائلًا: إنها هدية قيمة وغالية «لغلاوة مهديها». قبلة على جبينك يا ابونا الشيخ صباح وعسى الله يبارك لنا بعمرك وتبقى لنا بخير"